# Tadeusz Popowski
Tadeusz Popowski (ur. 9 lub 19 marca 1868 w Lityniu na Podolu, zm. 9 grudnia 1930 w Ruszkach koło Kutna) – polski inżynier kolejowy, przemysłowiec, senator Związku Ludowo-Narodowego I kadencji RP.
Ukończył szkołę średnią w Równem (w 1885) i Instytut Politechniczny w Petersburgu (w 1890). Pracował kolejno jako konstruktor w fabryce parowozów w Wiener Neustadt, konstruktor taboru przy zarządzie budowy Kolei Mohylewsko-Nowosielskiej na Ukrainie (część Dróg Żelaznych Południowo-Zachodnich) oraz kierownik nadzoru budowy wagonów i parowozów dla tej linii w fabrykach rosyjskich. W 1894 został przedstawicielem Zakładów Ostrowieckich na Rosję. Reprezentował w tym okresie polskie hutnictwo w Radzie Zjazdów Towarzystwa Przemysłowców w Petersburgu. Od 1899 mieszkał w Królewstwie Polskim. W latach 1905–1924 pełnił funkcję dyrektora naczelnego Zakładów Ostrowieckich, był także wiceprezesem ich zarządu. W 1905 wszedł także w skład zarządu Zakładów Żyrardowskich. Był współorganizatorem i członkiem zarządu Towarzystwa Przemysłowców Królestwa Polskiego. W latach 1911–1921 zasiadał w Warszawskim Komitecie Giełdowym i Urzędzie Starszych Zgromadzenia Kupców m.st. Warszawy. Podczas I wojny światowej należał do Centralnego Komitetu Obywatelskiego w Warszawie. Po odzyskaniu przez Polskę niepodległości był wiceprezesem Centralnego Związek Polskiego Przemysłu, Górnictwa, Handlu i Finansów („Lewiatana”) i jego reprezentantem w Radzie Handlowo-Przemysłowej przy Ministrze Przemysłu i Handlu. W latach 1920–1923 pełnił funkcję wiceprezesa Związku Polskich Hut Żelaznych. Był także prezesem rady Stowarzyszenia Dozoru Kotłów Parowych w Warszawie, przewodniczącym zarządu Towarzystwa Kredytowego Przemysłowców Polskich, rady nadzorczej Towarzystwa Pomocy Studentom Politechniki Gdańskiej, wiceprezesem Związku Polskich Wytwórców Wagonów i Parowozów, członkiem rad nadzorczych Banku Handlowego i Banku Śląskiego oraz członkiem zarządu Warszawskiej Spółki Budowy Parowozów i Mirkowskiej Fabryki Papieru. W 1920 został dożywotnim członkiem Towarzystwa Biblioteki Polskiej w Warszawie. W 1929 wchodził w skład komitetu Powszechnej Wystawy Krajowej w Poznaniu.
Był senatorem I kadencji Senatu RP z województwa kieleckiego. Zasiadał w komisji gospodarstwa społecznego. Należał do klubu Związku Ludowo-Narodowego.
Od 1906 do śmierci był właścicielem majątku Ruszki koło Kutna, który odkupił od Tadeusza Sieleckiego. Potem majątek przejęła jego żona Maria Marcella z Grochowskich. Jego grób znajduje się na cmentarzu ewangelicko-augsburskim w Warszawie przy ul. Młynarskiej (aleja 17, grób 17p19). 